# Schloss La Hille

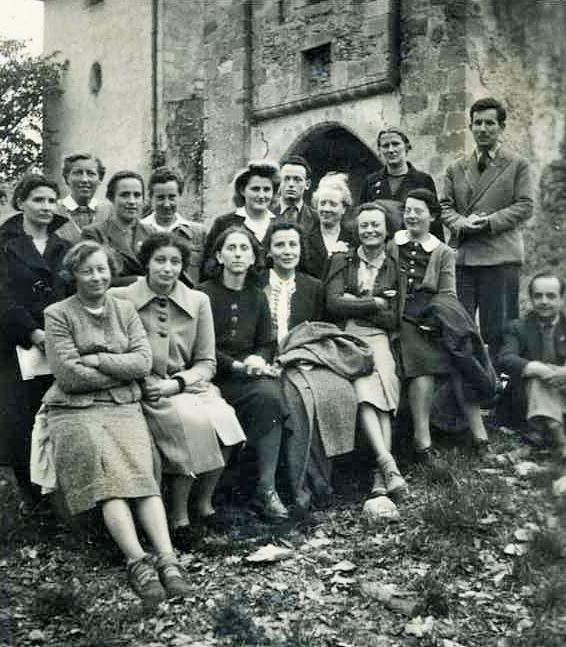
Zusammenkunft Mitarbeiter Kinderhilfe 1941 auf dem Schloss La Hille

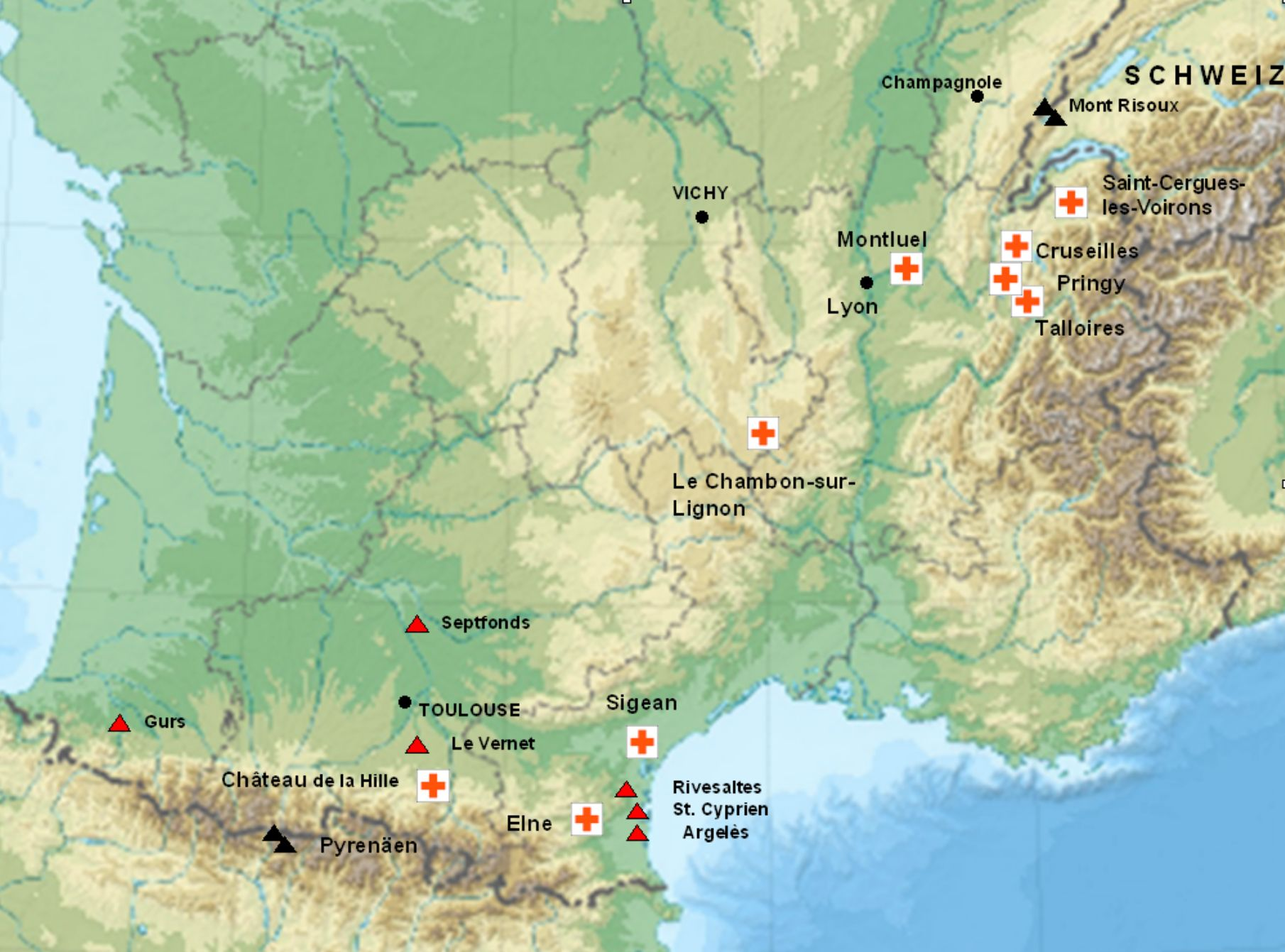
Standorte der Internierungslager und SAK/SRK-Kolonien (Auswahl)

Das Schloss La Hille (französisch Château de la Hille) in Montégut-Plantaurel bei Toulouse im Département Ariège ist ein Anfang des 16. Jahrhunderts erbautes französisches Schloss, das von der Kinderhilfe des Schweizerischen Roten Kreuzes (SRK) während des Zweiten Weltkriegs für vier Jahre als Kolonie La Hille für Flüchtlingskinder gemietet wurde.

## Vorgeschichte
Ab 1933 gaben jüdische Eltern ihre Kinder in fremde Obhut ins Ausland, um wenigstens sie vor der nationalsozialistischen Verfolgung retten zu können. Die 100 jüdischen Kinder von La Hille kamen aus Deutschland, Österreich und Polen, waren vorher in zwei Heimen in Belgien untergebracht und mussten nach dem Einmarsch der deutschen Wehrmacht im Mai 1940 nach Südfrankreich fliehen, wo sie in einem alten, zerfallenen Haus in Seyre untergebracht wurden.

## Zweiter Weltkrieg
Das seit zwanzig Jahren unbewohnte Schloss wurde im September 1940 von der Schweizerischen Arbeitsgemeinschaft für kriegsgeschädigte Kinder (SAK) (ab 1. Januar 1942 Kinderhilfe des Schweizerischen Roten Kreuzes SRK) gemietet und mit Hilfe der älteren jüdischen Jugendlichen als Kinder- und Jugendlichenheim Kolonie La Hille eingerichtet. Im Juni 1941 konnten die jüdischen Kinder ins Schloss einziehen. Später wurden auch kriegsgeschädigte Kinder aus Spanien und Frankreich aufgenommen.
Im Mai 1941 wurde Rösli Näf vom SAK-Leiter Rodolfo Olgiati als neue Leiterin eingesetzt. Ihre Aufgabe verlangte große Selbständigkeit, denn die Anweisungen des SAK-Delegierten für Südfrankreich, Maurice Dubois, beschränkten sich auf ein Minimum. Das Schweizer Personal des SAK verzichtete in der ersten Phase auf die bescheidenen Lohnzahlungen und beanspruchte nur Kost und Logis.
Das Schloss war fast ohne Wasser, Heizung und Elektrizität, was besonders im Winter hart war. Näf musste den Haushalt und Nahrungsmittel organisieren, die Wäsche musste gewaschen und geflickt werden, in der Küche half Frau Schlesinger, die aus Wien geflüchtet war. Die Küche wurde mit Sachen versorgt, die teilweise aus der Schweiz kamen. Der Tagesablauf war stark strukturiert: Haus-, Feld- und Handwerksarbeit zur Selbstversorgung und Schulunterricht. Unter Anleitung schweizerischer Betreuer und Lehrer halfen die Kinder und Jugendlichen das Schloss herzurichten und erhielten, zum Beispiel in der Schreinerwerkstatt, eine Ausbildung. Die älteren Jugendlichen waren auch Lehrer für die jüngeren. Der 17-jährige Edward Nussbaum verdrahtete den Strom im Schloss und unterrichtete Mathematik. Für fast alle Kinder konnten Patenschaften in der Schweiz ermöglicht werden, da viele keine Nachrichten von ihren Eltern erhalten konnten. Vor dem August 1942 wurden 22 Kinder von einer Hilfsorganisation der Quäker nach Amerika gebracht.
Im Sommer 1942 bewilligte das Vichy-Regime auf Verlangen Nazideutschlands die Deportation von 10.000 ausländischen Juden und startete damit die Deportationen aus der Südzone. Am 26. August 1942 wurden 45 über 16-jährige jüdische Jugendliche und Angestellte von La Hille (sowie einige aus Saint-Cergues-les-Voirons) von der französischen Polizei ins Internierungslager Le Vernet gebracht, von wo sie deportiert werden sollten. Als Näf erfuhr, wo ihre Schützlinge waren, fuhr sie nach Le Vernet und verschaffte sich die Erlaubnis für den Zutritt ins Lager, um bei ihnen sein zu können. Der SRK-Delegierte Maurice Dubois konnte bei der Regierung in Vichy mit Hilfe der Schweizer Gesandtschaft die Einwilligung des Generalsekretärs der Polizei des Vichy-Regimes René Bousquet erwirken, dass alle verhafteten Personen wieder nach La Hille (und Saint-Cergues-les-Voirons) zurückkehren durften. Sie mussten noch bis am 2. September im Lager bleiben und miterleben, wie 400 Menschen aus Le Vernet deportiert wurden. Ein paar Tage später reiste Näf nach Bern, wo sie den Leiter der SRK-Kinderhilfe Hugo Remund bat, die gefährdeten jüdischen Kinder in die Schweiz in Sicherheit zu bringen. Der Ausschuss der SRK-Kinderhilfe hatte wiederholt bei den Bundesbehörden interveniert, um alle 168 jüdischen Bewohner oder mindestens die 80 über 16-Jährigen der SRK-Heime in die Schweiz zu holen. Der Einmarsch der Wehrmacht in die französische Südzone am 11. November 1942, der nach der Landung der Alliierten in Nordafrika vom 8. November 1942 erfolgte, machte diesen Plan jedoch zunichte.

### Fluchthilfe
Nach der vollständigen deutschen Besetzung Frankreichs war eine legale Ausreise nicht mehr möglich. Als die jüdische Bevölkerung im Dezember 1942 aufgefordert wurde, sich bei den Behörden zu melden, beschlossen mehrere ältere Jugendliche auf eigene Faust ins Ausland zu gehen. Weil Näf sie nicht davon abbringen konnte, gab sie ihnen Geld und Lebensmittel mit.
Einige Jugendliche hatten den Weg über die Haute-Savoie gewählt, wo die zuvor von Rösli Näf angefragten, Germaine Hommel und Renée Farny von der Kolonie Saint-Cergues-les-Voirons ihnen über die Schweizer Grenze halfen. Die letzte Gruppe mit fünf Jugendlichen hatte sich 50 m vor der Schweizer Grenze verlaufen und wurde in der Nacht vom 6. auf den 7. Januar 1943 von deutschen und französischen Grenzwächtern aufgegriffen, wobei ein Mädchen, Inge Joseph, fliehen konnte, einer, Walter Strauss, ins Schloss zurück durfte und zwei deportiert wurden. Vier Jugendliche, die einen Fluchthelfer bezahlten, um nach Spanien zu flüchten, wurden von ihm verraten, von der Polizei aufgegriffen und ins KZ Auschwitz deportiert. Einer von ihnen überlebte das KZ.
Für den Ausschuss der SRK-Kinderhilfe hatten Näf, Hommel und Farny mit der illegalen Fluchthilfe den Neutralitätsgrundsatz des Roten Kreuzes verletzt und damit die gesamte Arbeit des SRK in Frankreich gefährdet und er beschloss, sie zu versetzen. Näf kehrte im Mai 1943 in die Schweiz zurück, wo sie im November 1943 zur Vizeleiterin des von der SRK-Kinderhilfe übernommenen Centre Henri-Dunant in Genf ernannt wurde.
Im Februar 1943, als es wieder vermehrt zu Deportationen kam, wurden vier jüdische Jugendliche von La Hille verhaftet, zwei durften ins Schloss zurück und zwei wurden deportiert. Die zwei Deportierten waren bei einem früheren Fluchtversuch in die Schweiz zurückgewiesen worden. Nach der Intervention des SRK und der Schweizer Gesandtschaft in Vichy und der Freilassung der Jugendlichen von La Hille und anderer SRK-Heime im September 1942 ließ man die jüdischen Kinder in den SRK-Heimen, mit Ausnahme dieser beiden Jugendlichen, unbehelligt. Die gefährdeten Jugendlichen hatten im Schloss ein Versteck, das sie vorher aufsuchten, wenn es im Schloss Polizeikontrollen gab, andere waren außerhalb des Schlosses bei Bauern oder als Hausangestellte platziert. Manche SRK-Heime konnten bis 1944 jüdische Kinder von anderen Heimen aufnehmen, die sie versteckt hatten.
Als Emma Ott im Oktober 1943 die Leitung der Kinderkolonie Château de La Hille übernahm, waren die meisten Jugendlichen bereits geflohen. Trotz des Verbots des SRK war es nicht möglich, weitere Fluchten zu verhindern. Vom Mai 1943 bis zu ihrer letzten Rettungsreise im Mai 1944 arbeitete Anne-Marie Im Hof-Piguet im Schloss. Sie konnte zwölf jüdische Kinder retten, indem sie die illegale Flucht über die Schweizer Grenze organisierte und teilweise auch begleitete. Der Fluchtweg führte von La Hille über Toulouse, Lyon, Kinderkolonie Montluel, Champagnole, wo die Fluchthelferinnen ("Passeusen") und Résistanceangehörigen Victoria und Madeleine Cordier wohnten, nach Chappelle-des-Bois. Von Chapelle-des-Bois, wo das Haus der Mutter der beiden Cordier Schwestern war, über den in den Fels gehauenen Pfad Gy de l’Echelle am Mont Risoux bis zum Treffpunkt auf der Schweizer Seite in der Waldarbeiterhütte Hôtel d’Italie. Dort wurden die jüdischen Flüchtlingskinder von Im Hof-Piguets Vater, dem Forstinspektor Henri-Joseph Piguet, der im nahen Le Sentier wohnte, abgeholt, um nach Zürich zum Flüchtlingspfarrer Vogt gebracht zu werden.
Im Mai 1944 begleitete Emma Ott vier jüdische Mädchen nach Pamiers, wo sie in einem Waisenhaus des Franziskanerklosters versteckt wurden, bevor sie über Spanien nach Palästina gebracht wurden. Im März 1945 verließ Ott La Hille, weil sie als Leiterin der Maternité in Montagnac gebraucht wurde.
Von den älteren jüdischen Jugendlichen, die La Hille verließen, schafften 12 – teilweise mit Hilfe des amerikanisch-jüdischen Hilfswerks Joint – die Flucht über die Pyrenäen und 24 in die Schweiz, 19 fanden Unterschlupf bei französischen Bauern, als Hausangestellte, 7 in Klöstern und ein paar schlossen sich der Résistance an. Zu den acht Jugendlichen, die bei einem früheren Fluchtversuch in die Schweiz zurückgewiesen wurden, gehörten auch zwei von denjenigen, die nach dem verratenen Fluchtversuch deportiert und die zwei, die im Schloss verhaftet und deportiert wurden. Einigen gelang es trotz mehreren Zurückweisungen an der Grenze, sich in die Schweiz in Sicherheit zu bringen.
Im Herbst 1944 waren von den älteren jüdischen Jugendlichen noch neun im Schloss. Im Jahr 1945 wurde La Hille aufgehoben, Kinder mit einem Zuhause heimgeschickt und die übrigen auf andere SRK-Kolonien verteilt.

## Dokumentation
- Jacqueline Veuve (Regie): La filière. Schweiz 1987, 37 Min.,
- Jacques Poget, Willy Rohrbach: Anne-Marie Im Hof-Piguet: Juste parmis les nations. Schweiz 2009, 50 Min.[4]
- Neus Viala (Regie): Un îlot dans la tempête (Eine Insel im Sturm) Auszug aus dem Dokumentarfilm von Cultures et Communication, 52 Min., 2005.